# Tipula heterodactyla
Tipula heterodactyla är en tvåvingeart som beskrevs av Alexander 1944. Tipula heterodactyla ingår i släktet Tipula och familjen storharkrankar.
Artens utbredningsområde är Ecuador. Inga underarter finns listade i Catalogue of Life.